# Tmarus cretatus
Tmarus cretatus là một loài nhện trong họ Thomisidae.
Loài này thuộc chi Tmarus. Tmarus cretatus được Arthur Merton Chickering miêu tả năm 1965.